# Ferenc Velkey
Ferenc Velkey (Nagykáta, 15 november 1915 - 12 september 2008) is een voormalig Hongaars handballer.
Op de Olympische Spelen van 1936 in Berlijn eindigde hij op de vierde plaats met Hongarije. Velkey speelde drie wedstrijden.
In zijn actieve tijd was hij aangesloten bij Elektromos SE.
Antal Benda · Sándor Cséfai · Ferenc Cziráki · Miklós Fodor · Lőrinc Galgóczi · János Koppány · Lajos Kutasi · Tibor Máté · Imre Páli · Ferenc Rákosi · Endre Salgó · István Serényi · Sándor Szomori · Gyula Takács · Antal Újváry · Ferenc Velkey